# Lauren Daigle
Lauren Ashley Daigle (Lafayette, 9 settembre 1991) è una cantante statunitense.

## Biografia
Lauren Daigle ha iniziato a cantare nel coro della sua chiesa, di cui è diventata la voce principale, e ha studiato per diventare una psicologa e consulente per famiglie all'Università della Louisiana. Si è presentata alle audizioni per American Idol due volte: nel 2010, anno in cui non è stata selezionata fra i 24 finalisti, e nel 2012, quando non ha passato le selezioni dei giudici a Las Vegas.
La cantante ha firmato un contratto con la Centricity Music, sotto la quale ha pubblicato nella primavera del 2015 il suo album di debutto, How Can It Be, che ha raggiunto il 28º posto nella classifica statunitense ed è stato certificato disco di platino dalla Recording Industry Association of America per aver venduto oltre un milione di copie. Nell'autunno dell'anno successivo è uscito Behold: A Christmas Collection, album natalizio che si è piazzato 29º in classifica negli Stati Uniti.
Nell'estate del 2018 Lauren Daigle ha pubblicato You Say, il singolo di lancio dal suo secondo album d'inediti. Il brano segna un traguardo per la cantante, visto che è diventato il suo primo ingresso nella Billboard Hot 100, dove ha raggiunto la 34ª posizione. È inoltre il suo terzo singolo a raggiungere la vetta della classifica statunitense di musica cristiana, dopo Trust in You, il terzo singolo estratto dal suo album di debutto nel 2016, e Back to God, duetto con la leggenda del country Reba McEntire uscito l'anno precedente. You Say anticipa l'uscita del secondo album della cantante, Look Up Child, il 7 settembre 2018. Il disco ha debuttato al 3º posto nella classifica statunitense con 115 000 copie vendute nella prima settimana.

## Discografia

### Album in studio
- 2015 – How Can It Be
- 2016 – Behold: A Christmas Collection
- 2018 – Look Up Child
- 2023 – Lauren Daigle

### EP
- 2014 – How Can It Be

### Singoli
- 2014 – How Can It Be
- 2015 – First
- 2015 – Light of the World
- 2016 – Trust in You
- 2016 – Come Alive (Dry Bones)
- 2017 – Back to God (con Reba McEntire)
- 2017 – O'Lord
- 2018 – You Say
- 2018 – Still Rolling Stones
- 2019 – Look Up Child
- 2019 – Rescue
- 2021 – Hold on to Me